# کا-بار
کا-بار (Ka-Bar، با نماد بازرگانی KA-BAR ثبت شده‌است)، چاقوی جنگی محبوبی است که ابتدا در نوامبر سال ۱۹۴۲ بدست نیروی تفنگداران دریایی ایالات متحده آمریکا با عنوان چاقوی جنگی ۱۲۱۹سی۲ (و بعدها با عناوین چاقوی جنگی مارک ۲) مورد استفاده قرار گرفت و سپس بدست نیروی دریایی ایالات متحده آمریکا با نام چاقوی نیروی دریایی مارک ۲ بکار گرفته شد. کا-بار نام تجاری ثبت شده شرکت سازنده این چاقوها نیز است (پیش از آن با نام شرکت یونیون کاتلری شناخته می‌شد) که زیرشاخه شرکت کوتکو در اولان، نیویورک است.
این شرکت چاقوهای دیگری نیز می‌سازد اما بیشتر به خاطر چاقوی کاربردی/جنگی کا-بار شناخته می‌شود که تیغه ۷ اینچی (۱۷۸ میلی‌متر) از نوع فولاد کربنی و دسته چرمی دارد. نسخه‌های جدیدتری نیز از این چاقو با تیغه یک‌طرفه یا دوطرفه و دسته کراتون نیز ساخته شده‌است.